# Campionati italiani estivi di nuoto 2017
I Campionati italiani assoluti di nuoto 2017 si sono svolti a Roma dal 1 al 7 agosto 2017. È stata utilizzata la vasca da 50 metri.

## Podi

### Uomini
| Evento       | Oro               | Tempo    | Argento             | Tempo    | Bronzo             | Tempo    |
| Stile libero |                   |          |                     |          |                    |          |
| 50 m         | Luca Dotto        | 21"91    | Lorenzo Zazzeri     | 22"43    | Leonardo Vimercati | 22"45    |
| 100 m        | Piero Codia       | 49"34    | Michele Latrofa     | 49"65    | Valerio Coggi      | 49"87    |
| 200 m        | Davide Casarin    | 1'49"13  | Matteo Ciampi       | 1'49"22  | Gianluca Maglia    | 1'49"72  |
| 400 m        | Domenico Acerenza | 3'50"57  | Matteo Ciampi       | 3'50"59  | Davide Casarin     | 3'50"81  |
| 1500 m       | Domenico Acerenza | 15'04"48 | Matteo Ciampi       | 15'27"36 | Davide Casarin     | 15'40"73 |
| Dorso        |                   |          |                     |          |                    |          |
| 50 m         | Niccolò Bonacchi  | 25"31    | Simone Sabbioni     | 25"41    | Mirco Di Tora      | 25"74    |
| 100 m        | Simone Sabbioni   | 54"87    | Michele Malerba     | 55"06    | Niccolò Bonacchi   | 55"54    |
| 200 m        | Matteo Ciampi     | 1'59"20  | Michele Malerba     | 1'59"72  | Emanuel Turchi     | 2'00"78  |
| Rana         |                   |          |                     |          |                    |          |
| 50 m         | Lorenzo Antonelli | 27"41    | Gianluca Maiorana   | 27"87    | Mattia Pesce       | 27"97    |
| 100 m        | Lorenzo Antonelli | 1'00"34  | Gianluca Maiorana   | 1'01"54  | Flavio Bizzarri    | 1'02"43  |
| 200 m        | Flavio Bizzarri   | 2'16"39  | Giuseppe Natale     | 2'16"96  | Bondavalli Mattia  | 2'17"01  |
| Farfalla     |                   |          |                     |          |                    |          |
| 50 m         | Daniele D'Angelo  | 24"23    | Leonardo Vimercati  | 24"29    | Andrea Farru       | 24"38    |
| 100 m        | Simone Geni       | 53"11    | Filippo Berlincioni | 53"60    | Carlo Assorgi      | 54"36    |
| 200 m        | Matteo Pelizzari  | 1'57"82  | Filippo Berlincioni | 1'57"90  | Federico Bussolin  | 2'00"52  |
| Misti        |                   |          |                     |          |                    |          |
| 200 m        | Giovanni Sorriso  | 2'01"62  | Matteo Pelizzari    | 2'02"44  | Luca Angelo Dioli  | 2'02"68  |
| 400 m        | Stefano Ventrone  | 4'21"94  | Lorenzo Tarocchi    | 4'23"72  | Mattia Bondavalli  | 4'24"83  |

### Donne
| Evento       | Oro                   | Tempo   | Argento          | Tempo   | Bronzo              | Tempo   |
| Stile libero |                       |         |                  |         |                     |         |
| 50 m         | Giorgia Biondani      | 25"08   | Erika Ferraioli  | 25"23   | Lucrezia Raco       | 25"30   |
| 100 m        | Gioelemaria Origlia   | 55"69   | Paola Biagioli   | 55"82   | Aglaia Pezzato      | 55"85   |
| 200 m        | Linda Caponi          | 1'59"82 | Flora Tavoletta  | 2'00"06 | Laura Letrari       | 2'00"84 |
| 400 m        | Simona Quadarella     | 4'09"77 | Linda Caponi     | 4'10"33 | Aurora Ponselé      | 4'14"43 |
| 800 m        | Giulia Gabbrielleschi | 8'38"75 | Aurora Ponselé   | 8'41"05 | Alisia Tettamanzi   | 8'43"56 |
| Dorso        |                       |         |                  |         |                     |         |
| 50 m         | Silvia Scalia         | 28"66   | Elena Gemo       | 28"99   | Beatrice Siboni     | 29"07   |
| 100 m        | Silvia Scalia         | 1'01"28 | Giulia Spaziani  | 1'02"86 | Letizia Paruscio    | 1'02"91 |
| 200 m        | Letizia Paruscio      | 2'14"22 | Lorena Barfucci  | 2'14"37 | Francesca Cristetti | 2'14"63 |
| Rana         |                       |         |                  |         |                     |         |
| 50 m         | Arianna Castiglioni   | 30"54   | Ilaria Scarcella | 31"53   | Sofia Martini       | 31"60   |
| 100 m        | Martina Carraro       | 1'07"91 | Ilaria Scarcella | 1'08"21 | Lisa Angiolini      | 1'09"57 |
| 200 m        | Ilaria Scarcella      | 2'27"61 | Francesca Fangio | 2'29"34 | Natalia Foffi       | 2'29"36 |
| Farfalla     |                       |         |                  |         |                     |         |
| 50 m         | Elena Gemo            | 26"52   | Elena Di Liddo   | 26"97   | Lucia Martelli      | 27"14   |
| 100 m        | Ilaria Bianchi        | 57"68   | Elena Di Liddo   | 58"98   | Claudia Tarzia      | 59"43   |
| 200 m        | Stefania Pirozzi      | 2'09"48 | Aurora Petronio  | 2'10"63 | Silvia Meschiari    | 2'11"92 |
| Misti        |                       |         |                  |         |                     |         |
| 200 m        | Margherita Panziera   | 2'15"71 | Carlotta Toni    | 2'16"02 | Laura Letrari       | 2'17"99 |
| 400 m        | Luisa Trombetti       | 4'44"93 | Carlotta Toni    | 4'45"03 | Gaia Capitanio      | 4'48"21 |